# Heinrich Bachem
Heinrich Bachem (* 7. September 1882 in Bonn; † 1934 in Berlin-Nikolassee) war ein deutscher Jurist, Verwaltungsbeamter und Mitglied des Reichsrats.

## Leben
Er war der Sohn des Bonner Kaufmanns Friedrich Wilhelm Bachem und dessen Ehefrau Gertrud geborene Kayser. Nach dem Besuch des Gymnasiums in Bonn studierte Heinrich Bachem Rechts- und Staatswissenschaften an der Universität Bonn, ferner Nationalökonomie an der Handels-Hochschule in Frankfurt am Main und in Köln. 1904 legte er das Referendarexamen in Köln und 1910 das Assessorexamen in Berlin ab. Er promovierte zum Dr. jur. Von 1910 bis 1912 war er Assessor bei der Staatsanwaltschaft in Frankfurt am Main, bevor er sich 1913 als königlich-preußischer Staatsanwalt in Kiel niederließ. Nachdem er von 1914 bis 1915 als Offizier aktiv am Ersten Weltkrieg teilgenommen hatte, trat er im März 1916 als Hilfsarbeiter in der wirtschaftlichen Abteilung des Reichsamtes des Inneren in den Innendienst.
Im April 1918 erfolgte die Ernennung von Heinrich Bachem zum Geheimen Rat und Vortragenden Rat im Reichswirtschaftsamt. Nach Kriegsende war er im Reichswirtschaftsministerium tätig. Am 1. Mai 1920 wechselte er als Ministerialdirektor in das Preußische Finanzministerium und wurde noch im gleichen Jahr Mitglied des Reichsrats. Von 1924 bis 1933 war er Direktor der Arbeiter-, Angestellten- und Beamtenbank AG Berlin.
1932 wurde Heinrich Bachem zum Mitglied des Aufsichtsrates der Dresdner Bank gewählt. Zwei Jahre später verstarb er, nachdem er nach der „Machtergreifung“ der Nationalsozialisten kurzzeitig inhaftiert war. Er lebte zuletzt in Nikolassee, An der Rehwiese 5.

## Familie
Mit seiner Ehefrau Anita Bachem war er seit dem 4. Mai 1907 verheiratet. Sie war die Tochter des Gutsbesitzers O. Clason und Anna geborene Bleek aus Bonn. Aus der gemeinsamen Ehe gingen die Kinder Walter (* 1908), Anita (* 1910), Else (* 1916) und Heinz Günther (* 1921) hervor.